# 王姬 (演员)
王姬（1962年7月20日—），北京人，归化美国籍，华人女演员、艺术家。
14岁时参军到工程兵文工团从事舞蹈表演。1980年应香港凤凰影业公司邀请，在故事《塞外夺宝》中首次登上银幕，1981年转业后考入北京人民艺术剧院任话剧演员，参加过“家”、“红白喜事”等话剧的演出。曾在北京电视台任节目主持人。1987年出国深造就读于加州大学洛杉矶分校世界艺术和文化专业本科。1980年首次拍戏，1994年《北京人在纽约》播出后反响热烈，王姬也因此成名。1994年凭借在电视剧《北京人在纽约》中表演获第12届中国电视金鹰奖最佳女主角奖。1995年主演的电影《红粉》获柏林电影节银熊奖和印度电影节金孔雀奖。1996年主演的电影《红粉》获印度电影节“金孔雀奖”。1997年凭《雷雨》中繁漪一角，再获15届金鹰奖最佳女主角。2003年获金鹰20年“突出成就奖”。2004年获美国世界艺术家协会颁发的“杰出贡献奖”，2004年凭借主演的电视剧《天下第一楼》获第五届金鹰电视艺术节“最佳表演艺术奖”、“观众喜爱的女演员奖”，2007年获2007最受公众尊敬的表演艺术家奖。

## 生平
王姬祖籍陕西，出生在北京，还有一个姐姐，童年时代由于父亲去贵州支边，母亲工作繁忙，姐妹俩几乎处于“放养”状态。1976年，王姬进入了解放军文工团（基建工程兵第七宣传队），1980年她被一家来自香港的公司看中，出演了自己第一部影片《塞外夺宝》，这次机会让她决定考进正规表演学校，而本打算考中戏和北电的她却误打误撞考进了人艺（北京人民艺术剧院），她的同学有宋丹丹、梁冠华等。但人艺里人才济济，王姬并没有获得太多的表演机会，1985年她获得了一个主持人的机会，在北京电视台主持一台“家庭百秒知识竞赛”的娱乐节目，获得了观众的好评，1987年6月，在演完话剧《北京人》后，王姬决定离开人艺，出国闯荡。
来到美国后，王姬在肯塔基大学附属的一所语言培训中心学习英文，9月份又来到洛杉矶补习，经过一番周折进入了加州大学洛杉矶分校学习。1989年毕业后王姬的生活十分窘迫，起初只能依靠打工来度日，直到当时的男友高峰来到美国后，他们开了一家公司生活才逐渐安定下来。1993年，王姬回到了国内，冯小刚推荐她出演《北京人在纽约》中的阿春，这次接戏也是一波三折。在出演阿春这个角色中，王姬将多年美国流浪生活的体验融入到演戏中，虽然当时有着身孕，但她依然坚持拍戏。最终苦心没有白费，这部戏大获成功，她也因此拿到了中国电视金鹰奖最佳女主角奖从而一举成名。
《北京人在纽约》成功后，王姬决定回国拍戏，她的戏约不断，同时作为主持人她也主持了许多大型晚会。
2004年王姬凭借在《天下第一楼》反串表演再次获得金鹰奖最佳女演员。

### 感情
王姬与丈夫高峰相识于军队文工团，二人感情一直很好，但1987年王姬来到美国后，二人被迫分开，高峰因拿不到签证而无法前往美国，这一分别就是三年。直到1991年初二人在洛杉矶正式结婚，同年十月有了一个女儿高晓天，1993年9月21日，儿子高晓飞也出世，由于怀孕时的紧张的生活和拍戏，高晓飞天生残疾，智力障碍，这也成了王姬永远的痛，后来复出回到国内拍戏也很大程度上是为了给儿子筹医药费。

## 作品

### 电影
- 1987年，《京都球侠》 饰 二妞
- 2014年，《微爱之渐入佳境》 饰 土豪马大姐
- 2015年，《黑瞳》
- 2016年，《逆爱》(网络电影)
- 2016年，《魔轮》
- 2017年，《惊天大翻盘》(网络电影)(客串)
- 2018年，《因果启示录》饰 老莫妻子
- 2019年，《一生只为一事来》饰 支月英母亲
- 2019年，《爱在零纬度》
- 2019年，《那时风华》
- 2021年，《候鸟》

### 电视剧
- 1984	吉祥胡同甲5号 飾	----
- 1985	绿色参考消息 飾	----
- 1994	天桥梦 飾	谢洛灵
- 1994	北京人在纽约 飾	阿春
- 1996	雷雨 飾	繁漪
- 1996	小井胡同 飾	张妈
- 1998	西藏风云 飾	杨华
- 1998	悲欢岁月 飾	李正月
- 1998	中国餐馆 飾	邵红
- 1999	罪证 飾	林寒冰
- 1999	屈原 飾	南后郑袖
- 2000	郑成功 飾	田川松子
- 2000	闲人马大姐 飾	医生
- 2000	情长路更长 飾	初莲
- 2000	月落长江 飾	玉花
- 2000	情感阴谋 飾	林知秋
- 2001	危险旅程 飾	韩欣欣
- 2001	京都疑云 飾	武则天
- 2002	葛定国同志的夕阳红 飾	葛西西
- 2002	风摧边关 飾	武则天
- 2002	蛇年警官 飾	张安安
- 2002	爱情密码 飾	舒文
- 2003	别动我的抽屉 飾	田枫
- 2003	天下第一楼 飾	刘金锭
- 2003	心理较量 飾	齐晓欣
- 2003	古墓惊雷 飾	武则天
- 2004	惊天东方号 飾	苏影
- 2004	深度打击 飾	闵娟
- 2004	海棠依旧|飾	袁蓉
- 2005	血玲珑 飾	卜绣文
- 2005	家和万事兴之年夜饭 飾	小夜
- 2005	爱本无罪 飾	罗碧纹
- 2005	捕蛇行动 飾	梅沁
- 2005	拒绝成熟 飾	成丽萍
- 2006	错爱 飾	张玫
- 2006	后代 飾	郭岚
- 2006	更年期的幸福生活 飾	宋家慧
- 2006	家比天大 飾	贾爱华
- 2006	黑手 飾	韩秀珍
- 2006	狂花凋落 飾	周笑冰
- 2006	光辉岁月 飾	夏天
- 2007	老伴 飾	马健春
- 2007	天天好生活之杏林故事 飾	史院长
- 2007	下一站是幸福 飾	雷雅心
- 2007	离婚官司 飾	杜玉琴
- 2007	男人立正 飾	于文英
- 2007	妈妈的爱 飾	洪秀
- 2008	在路上 飾	陈静
- 2008	情证 飾	于海鹃
- 2008	郭海的家事 飾	郭鲁泉
- 2008	哭也不流泪 飾	虞梦
- 2008	美丽无声 飾	阿田
- 2008	妙想天开 飾	女博士
- 2008	五十玫瑰 飾	梁丽茹
- 2009	孔雀东南飞 飾	焦母
- 2009	喋血钱塘江 飾	苗玉杰
- 2009	黄金地带 飾	薛云
- 2009	爱的方式 飾	齐新
- 2010	邓子恢 飾	王雪萍
- 2010	同龄子 飾	卫永惠
- 2010	红玫瑰黑玫瑰 飾	王北斗
- 2010	疼痛的幸福 飾	吕水萍
- 2010	决战华岩寺 飾	施绪萍
- 2011	大风歌 飾	吕后
- 2011	大汉口 飾	黄瑾
- 2011	大唐女巡按 飾	武则天
- 2011	其实我想留 飾	冯美英
- 2011	血色玫瑰2之女子别动队 飾	肖陆洋
- 2012	知青 飾	赵母
- 2012	生活永远沸腾 飾	丁小红
- 2012	婆媳拼图 飾	林默涵
- 2012   其实我想留
- 2013	西厢记 飾	郑皇后
- 2013   幸福街第3號出口 飾 夏少華媽媽
- 2013	我们的生活比蜜甜 飾	马淑琴
- 2013	我的极品老妈 飾	江小洋
- 2013	三国归晋 飾	郭太后
- 2014	大都市小爱情 飾	李雪芝
- 2014	追求幸福的日子 飾	----
- 2015	神机妙算刘伯温 饰   马皇后
- 2015   为爱坚守(原名:妻子不设防)
- 2015   加油吧实习生 飾 金燕如（风华集团董事长兼张盛母亲）
- 2015	李冰传奇 飾 惠文后
- 2015	远征！远征！(原名:国家记忆, 2011年拍攝) 飾	宋美龄(客串)
- 2016	小别离 飾	吳芳妮 (客串)
- 2017	大话红娘 飾	刘艳萍
- 2017	我的仨妈俩爸 飾 李母
- 2017	一代禅师(原名:觉悟, 2013年拍攝)
- 2017	摩登50 飾 耿艳玲/耿艳丽
- 2017	复合大师 飾 李断母亲 (客串)
- 2017	我不是精英飾 赵凤兰
- 2018	归去来 飾 莫妮卡母亲
- 2018	橙红年代 饰 梅洁 (客串)
- 2018	袁崇焕(邵兵版)（日语：袁崇煥 (中華人民共和国のテレビドラマ)） 饰 客氏
- 2018	那座城这家人 饰 周敏(客串)
- 2019	新白娘子传奇 饰 王母(客串)
- 2019	七日生 饰 苏莉
- 2019	怒海潜沙(网络剧) 饰  肖母(客串)
- 2019	在桃花盛开的地方 饰 关佳玲(2015年拍攝)
- 2020	奋勇向前 饰 郑氏
- 2020	青春创世纪 饰 蒋母
- 2020	黑白禁区 饰 譚婆
- 2021	上阳赋 饰 皇太后
- 2021	风暴舞 饰 郑佩妮
- 2021   半暖时光 饰 侯月珍（沈母）
- 2022	爱拼会赢 饰 沈阿彩
- 2022	山河月明 飾 马皇后(2018年拍攝,客串)
- 2022	关于唐医生的一切 飾 尤海莉
- 2022	玫瑰之战 飾	郭美瑜
- 2023	花琉璃轶闻(网络剧) 飾 太后
- 2023	流光之下 (2018年拍攝) 唐婉蓉
- 2023	虎鹤妖师录(网络剧) 飾祈老太
- 2023	我要逆风去飾方墨萍
- 2023	似火流年(2019年拍攝,网络剧) 飾 汪母
- 2024	新一年又一年(2018年拍攝)饰 廖静秋
- 2024	深潜(2019年拍攝)饰 云老夫人
- 2025	无所畏惧之永不放弃 饰 崔为真
- 2025	朝雪录(网络剧)饰 秦老夫人
- 待播	独身女人 饰 周母
- 待播	生死一线间 (2011年拍攝)
- 待播	大唐文宗 飾	武则天(2012年拍攝)
- 待播	啊！故乡的云 （原名:别了，拉斯维加斯）
- 待播	这个邻居不好惹
- 待播	女兵突击
- 待播	王牌主播
- 待播	了不起的我们
- 待播	造城者 飾 姜云

### 话剧
《生活秀》饰来双扬
《北京人》饰曾思懿
《家》饰梅表姐
《二次大战中的帅克》饰科佩卡
《红白喜事》饰小贞
《小巷深深》饰小雪[2]

## 荣誉
- 1985年 文化部“优秀表演奖”（《秋天的旋律》）
- 1994年 第十二届中国电视金鹰奖“最佳女主角奖”（《北京人在纽约》）
- 1994年 春燕杯“最佳女主角奖”（《北京人在纽约》）
- 1995年 柏林电影节“银熊奖”（《红粉》）
- 1996年 印度电影节“金孔雀奖””（《红粉》）
- 1997年 第15届中国电视金鹰奖“最佳女主角奖”(《雷雨》)
- 2001年 第11届北京影视春燕奖“最佳女主角奖” （《罪证》）
- 2003年 中国电视金鹰奖20年“突出成就奖”
- 2004年 美国世界艺术家协会颁发的“杰出贡献奖”
- 2004年 第五届金鹰电视艺术节“最佳表演艺术奖”（《天下第一楼》）
- 2004年 第五届金鹰电视艺术节“观众喜爱的女演员奖”（《天下第一楼》）
- 2004年 中国提高出生人口素质、减少出生缺陷和残疾行动计划“爱心大使”
- 2005年 第一届电视剧风云盛典“2004年度古装剧最佳女演员奖”（《天下第一楼》）
- 2005年 云南省青少年发展基金会授予“云南省希望工程爱心大使”
- 2006年度和2007年度电视剧风尚盛典“年度风度人物”
- 2007年 第三届电视剧风云盛典“2006年度最佳女配角奖”（《错爱》）
- 2007年 第一届华鼎奖最受公众尊敬的表演艺术家奖
- 2008年 传播百年奥运精神爱心行动慈善大使
- 2008年 湖北省第三届大学生电影节“最受大学生喜爱女演员奖”（《复活的三叶虫》）
- 2008年 2008中国地产慈善之夜“慈善艺人”
- 2009年 第三届中国演艺界“十大孝子”
- 2009年 “爱心助残公益大使”
- 2014年 第13届华鼎奖 全国观众最喜爱的影视明星

她是获得金鹰奖最多次数的女演员（3次），该历史仍未被打破

## 公益
- 2008年 四川汶川大地震个人捐款11万元
- 2009年 “中国女性健康教育工程——更年期健康教育活动”爱心宣传大使
- 2009年 中国防治乳腺癌基金会“健康路，慈善行”大型慈善活动“粉红丝带”爱心大使
- 2010年 青海玉树地震个人捐款10万元
- 2010年 玛丽母婴公益基金形象大使
- 2011年 一路有你慈善晚会爱心大使